# Inkyfada
Inkyfada est un webzine tunisien créé en 2014 par une équipe de journalistes, développeurs et graphistes. Disponible en français, arabe et anglais, ce journal électronique est un projet de l'association Al Khatt, qui a les mêmes fondateurs et cherche à promouvoir la liberté de la presse et d'expression en Tunisie.
Inkyfada traite en profondeur des sujets peu appréhendés en Tunisie et s'inscrit dans une politique de Slow Journalism (en). Le site se distingue par l'utilisation de nouvelles technologies web (cartographie, iconographie, web-documentaire, etc.) et un design travaillé par les développeurs. Les articles sont écrits par l'équipe de rédaction ainsi que par des contributeurs occasionnels.
Le site a été choisi par le consortium international des journalistes d'investigation pour traiter les Panama Papers en Tunisie (2016), après l'affaire SwissLeaks en 2015.  

## Caractéristiques

### Origine du nom
Le nom est un mélange de l'arabe intifada (arabe : إنتفاضة), qui signifie « soulèvement », et de l'anglais Ink, qui signifie « encre ». Le nom complet signifie « soulèvement par l'encre », incluant l'idée d'un « nouveau journalisme en Tunisie ».

### Historique
La plupart des membres de l'équipe fondatrice sont issus de Nawaat, un blog collectif indépendant connu pour s'être opposé à la censure sous le régime du président Zine el-Abidine Ben Ali. En septembre 2013, onze membres de Nawaat démissionnent « suite à un désaccord sur le processus décisionnel entre le board de Nawaat, d’une part, et 11 parmi les collaborateurs de la rédaction d’autre part », selon la direction du site. Quelques mois plus tard, neuf d'entre eux, dont un des membres du board de Nawaat, fondent Al Khatt puis Inkyfada.

### Al Khatt
Al Khatt est une association à but non lucratif fondée en 2013. Elle œuvre pour la liberté de la presse et d'expression en Tunisie et mène des actions visant à : 
- développer et promouvoir la liberté de la presse et la liberté d’expression ;
- œuvrer pour une information indépendante, de qualité et utile pour le citoyen ;
- innover et réinventer le rapport entre les créateurs de contenu informatif et le citoyen ;
- créer des outils technologiques au service de l'information, de la participation citoyenne et de l’accès à l'information ;
- œuvrer pour l’éducation aux médias et pour la formation aux techniques de production de contenu informatif[4].

C'est dans le cadre de ces actions que le projet Inkyfada est créé. Ce dernier ne génère aucun revenu et Al Khatt le finance entièrement. 

### Équipe fondatrice
L'équipe fondatrice d'Inkyfada est composée de neuf personnes, essentiellement des journalistes :
- Malek Khadhraoui
- Sana Sbouai
- Walid Mejri
- Erige Sehiri
- Houssem Hajlaoui
- Chayma Mehdi
- Perrine Massy
- Lilia Blaise
- Kais Zriba

## Modèle économique et audience
L'association Al Khatt finance entièrement Inkyfada. Elle génère son budget grâce à des subventions (environ 30 % du financement) ainsi que des activités de formation et de production (70 %) données par ses différents départements : formation journalistique, production audiovisuelle, innovations technologiques, création d'applications, etc. Grâce à cela, Inkyfada est gratuit et dépourvu de publicités.
Tout au long de l'année 2015, le site enregistre plus de 400 000 visites selon les statistiques de Google Analytics. Toujours selon la même source, le nombre de pages visitées s'élève à plus de 1 800 000 sur l'ensemble de l'année.
Le média est présent sur Facebook et Twitter ; c'est par ces réseaux sociaux que vient la majorité de leurs lecteurs.

## Contenu
Hormis le contenu textuel, Inkyfada publie des éléments interactifs tels que des web-documentaires ou des reportages audios. Le média réalise également des articles Stouchi, qui tirent leur origine de la rubrique Votre porte-monnaie au rayon X du site français Rue89, dans lesquels les dépenses et les rentrées d'argents de citoyens sont décortiqués. Des portraits, des photoreportages et des témoignages sont également disponibles.
Inkyfada publie en moyenne une fois par semaine. Le journal se consacre essentiellement aux thématiques de société portant sur la Tunisie et favorise les sujets d'investigation, réalisant de nombreuses enquêtes, reportages ou encore analyses. Le premier article d'Inkyfada est une carte interactive, hybride entre la chronologie et la cartographie, qui recense les actes terroristes en Tunisie depuis la révolution de 2011 et qui est régulièrement mise à jour. Par la suite, l'équipe de rédaction publie plusieurs analyses sur le même sujet : traitement médiatique, portée de la loi antiterroriste ou évolution de la stratégie terroriste.
Le journal réalise également un reportage approfondi sur l'attentat du Bardo (20 mars 2015) en collaboration avec Mediapart, ainsi qu'une analyse de l'enquête concernant l'attaque d'un bus militaire sur l'avenue Mohamed V (24 novembre 2015).

## Investigation
Inkyfada est un média qui pratique le journalisme d'investigation. Par exemple, au cours de l'élection présidentielle de 2014, le journal a relevé un certain nombre d'irrégularités électorales. Il a également enquêté sur une potentielle coopération militaire entre les États-Unis et la Tunisie, dans le cadre de la lutte antiterroriste.
En 2015, Inkyfada collabore avec le Consortium international des journalistes d'investigation (ICJ) pour traiter l'affaire des SwissLeaks. En 2016, c'est dans le cadre de l'affaire des Panama Papers que l'ICIJ fait de nouveau appel à Inkyfada pour enquêter sur les fraudes fiscales en Tunisie.

### SwissLeaks
Dans le scandale de l'affaire de la HSBC Private Bank Suisse, Inkyfada parvient à établir une liste de 256 Tunisiens impliqués dans la fraude fiscale en 2015. L'affaire avait été divulguée par Hervé Falciani, un informaticien de la banque, qui avait fourni une base de données aux autorités françaises fin 2008. Le média publie trois articles sur l'affaire, en allant à la rencontre des personnes impliquées dans le scandale. Des proches de l'ancien président Zine el-Abidine Ben Ali sont concernés, tels que Belhassen Trabelsi, Montassar Maherzi, Moncef Mzabi ou encore Moncef El Materi. L'homme d'affaires Tarek Bouchamaoui est également mis en cause, tout comme Youssef Zarrouk, Samir Abdelli, etc.

### Panama Papers
Toujours en collaboration avec le Consortium international des journalistes d'investigation depuis l'affaire SwissLeaks, Inkyfada contribue à traiter les données des Panama Papers, sept mois avant leur publication mondiale.          
Le média publie un article général sur l'affaire le 3 avril 2016. Par la suite, Inkyfada identifie plusieurs Tunisiens impliqués dans l'affaire. Le premier, Mohsen Marzouk, directeur de campagne du président Béji Caïd Essebsi, aurait contacté le cabinet Mossack Fonseca dans le but d'ouvrir une société offshore.
Différents hommes d'affaires sont aussi impliqué dans le scandale, comme Ahmed, Abdelmajid et Raouf Bouchamaoui, Ali Ben Mbarek ou encore Mzoughi Mzabi. Ils seraient en lien avec différentes sociétés offshores, localisées à Dubaï, aux Îles Vierges britanniques et aux Seychelles. L'avocat d'affaires Samir Abdelli, candidat à l'élection présidentielle de 2014, avait déjà été mentionné dans l'affaire SwissLeaks. Il serait en lien avec trois sociétés offshores.
Les actionnaires de la chaîne TNN, dont Jamel Dallali est le directeur et l'actionnaire principal, sont également impliqués dans la création de sociétés offshores. Noomane Fehri, ministre des Technologies de la communication et de l’Économie numérique, a quant à lui été le directeur éphémère d'une société offshore créée en 1994 par l'homme d'affaires Mahmoud Trabelsi, et dissoute la veille de la séance inaugurale de l'assemblée constituante, le 21 novembre 2011.

#### Piratage
Après la publication d'un premier article sur Mohsen Marzouk dans l'affaire des Panama Papers, le site web est piraté  par un groupe de hackers le 5 avril 2016. L'équipe d'Inkyfada, voyant son serveur attaqué, préfère fermer temporairement le site le temps de rétablir l'interface.
Les hackers réussissent à entrer dans l'interface pour modifier l'article sur Marzouk, en remplaçant son nom par celui de Moncef Marzouki, le prédécesseur du président Béji Caïd Essebsi, en disant qu'il faisait partie des exilés fiscaux,.

#### Retombées judiciaires
Certaines poursuites ou menaces de poursuites judiciaires sont engagées contre Inkyfada après la publication des Panama Papers :
- Mohsen Marzouk menace de porter plainte sur la base du Code pénal et du Code des télécommunications (au lieu du décret de loi no 115) et ses avocats annoncent qu'une plainte avait été déposée[32]. Finalement, aucune plainte n'est enregistrée contre Inkyfada[33].
- Rached Ghannouchi menace également de porter plainte après l'article sur TNN[26], mais n'a finalement pas donné suite.
- Une enquête judiciaire est ouverte sur l'affaire des Panama Papers[29]. Les journalistes d'Inkyfada sont auditionnés en tant que témoins mais aucune procédure judiciaire n'a été engagée.
- À la suite du déblaiement médiatique de cette affaire, l'Assemblée des représentants du peuple crée une commission d'enquête parlementaire sur les Panama Papers, devant laquelle Inkyfada devait être auditionnée. Le journal refuse d'être convoqué et informe de sa décision avec une publication sur Facebook.

#### Retombées médiatiques
À la suite de l'affaire des Panama Papers, Inkyfada a été plusieurs fois cité et critiqué par d'autres médias :
- Une équipe télévisée d'El Hiwar El Tounsi tente d'entrer dans le bureau en caméra cachée[34].
- Le journaliste Walid Mejri, invité sur le plateau de l'émission J8 sur Ettounsiya TV pour expliquer le piratage, se retrouve seul face à quatre détracteurs. Après cette émission, il reçoit des menaces sur les réseaux sociaux[35].
- À la suite de la publication des premiers articles, plusieurs médias tunisiens tentent de discréditer Inkyfada sur le contenu de leurs articles[36]. Certains sous-entendent que le piratage n'était qu'une invention de leur part[37].
- Après le piratage de l'interface d'Inkyfada, Reporters sans frontières publie un communiqué de soutien au média[38].
- Le dessinateur Z publie un article[39] et plusieurs dessins sur son site web et sa page Facebook en soutien à Inkyfada.

## Distinctions
Inkyfada est récompensé par plusieurs prix internationaux : 
- Prix Coup de cœur des Têtes chercheuses par le Club de la presse de Lyon en 2015[40] ;
- Premier prix du journalisme innovant du Syndicat national des journalistes tunisiens (en) (SNJT) en 2015[41] ;
- Second prix pour l'article interactif du SNJT en 2015[41] ;
- Certificat de reconnaissance du Media Development Centre en 2016 pour son travail sur les Panama Papers ;
- Prix de l'investigation de l'année aux Data Journalism Awards 2016, organisés lors du Global Editors Network Summit[42].

Inkyfada a également été nommé pour plusieurs prix internationaux :
- Prix Reporters sans frontières 2015 dans la catégorie Média[43] ;
- The BOBs 2015 dans les catégories Arts et médias[44].

## Dans la fiction
Dans la série ramadanesque satirique Al Raïs, diffusée en juin 2016, Inkyfada et l'affaire des Panama Papers sont évoqués dans le dixième épisode. Au cours d'un appel téléphonique entre Vladimir Poutine et le président tunisien, ce dernier demande de l'aide dans l'affaire ; Inkyfada est alors renommé Iftirada (arabe : إفتراضة), qui est un néologisme du mot « hypothèse » (arabe : افتراضية).